# Franc-comtois
Pour les articles homonymes, voir Franc-comtois (homonymie).
 (novembre 2021).
Si vous disposez d'ouvrages ou d'articles de référence ou si vous connaissez des sites web de qualité traitant du thème abordé ici, merci de compléter l'article en donnant les références utiles à sa vérifiabilité et en les liant à la section « Notes et références ».
Le franc-comtois (autonyme : frainc-comtou) est une langue d'oïl — de la famille des langues romanes — qui se parle notamment en Franche-Comté, dans le canton du Jura et une partie du Jura bernois. Elle est également désignée sous les noms de « comtois », « langue comtoise », ou encore, en Suisse, « patois jurassien ». Le franc-comtois fait partie d'un groupe de langues qui comprend le picard, le wallon et le lorrain. Ces langues ont en effet un certain nombre de caractéristiques en commun, dont une influence germanique. Ses locuteurs sont appelés les comtophones, comtodjâsou en franc-comtois. La langue a le statut de langue minoritaire en Suisse.

## Histoire
Il existe des écrits du XVIIe siècle en langue franc-comtoise, même si, durant des siècles, la langue est demeurée principalement parlée. Certains remontent au XVIe siècle. C'est le cas du chant du Rosemont, le plus ancien texte connu en franc-comtois. Datant de 1525, c'est une ballade qui célèbre la mémoire de Généry (ou Jean Neury) et de Richard Prévôt (chef d'une troupe de paysans qui participa à la Guerre des Paysans ayant agité le monde germanique cette année. On peut également citer Dialogue de Porte Noire et de Pilory sur la prise de Besançon par les Français datant de 1668.
Ainsi, contrairement à l'image bien souvent véhiculée, la langue fut également écrite. Même si la langue française s'imposa tôt chez les élites en Franche-Comté, le franc-comtois fut, pendant de nombreux siècles, la principale langue du peuple.
Les XIXe et XXe siècles sont marqués par un grand recul de la langue aussi bien en Franche-Comté que dans le canton du Jura. Ceci est notamment dû aux politiques menées au sein des écoles visant à imposer le français contre les autres langues parlées en France. La langue a bien souvent subi une influence du français sur le plan lexical dans les textes écrits.
À la fin du XXe siècle et au début du XXIe siècle, la langue n'est plus présente dans la vie publique et se maintient par des petits groupes de locuteurs, souvent présents au sein d'associations, dont la langue est parfois maternelle.
En 2021, le roman Le petit prince est traduit en franc-comtois par le comtois Billy Fumey sous le nom de Lou péquignot prïnce. Le nombre d'exemplaire imprimé et vendu de ce livre s'élève à 600, ce qui en fait l'un des livres en langue franc-comtoise le plus vendu. Puis en 2024, une autre traduction en franc-comtois est publiée par le Suisse Michel Choffat sous le nom de Lo Ptét Prïnce.
Aujourd'hui le nombre de personne qui comprend ou parle le franc-comtois est estimé jusqu'à 5000, dont 4000 en Suisse et 1000 en Franche-Comté.

## Domaine
Son domaine est limité :

Place de la langue parmi les langues régionales en France métropolitaine et régions limitrophes

- au sud et au sud-est par les parlers francoprovençaux ;
- à l’ouest par les parlers bourguignons-morvandiaux et champenois ;
- au nord par les parlers lorrains ;
- à l'est et au nord-est par des langues germaniques alémaniques (dont l'alsacien et l'alémanique suisse) ou d'autres variétés du haut-allemand).

### En France
Comme toutes les langues régionales et minoritaires de France, le franc-comtois n'a aucune existence institutionnelle. L'association l'Union des Patoisants en Langue Romane organise des cours d'enseignement du franc-comtois.
De nombreux groupes et associations se battent à la marge pour essayer de faire connaître la langue, notamment à travers des contributions dans des revues et par l'organisation de cours.

#### En Alsace

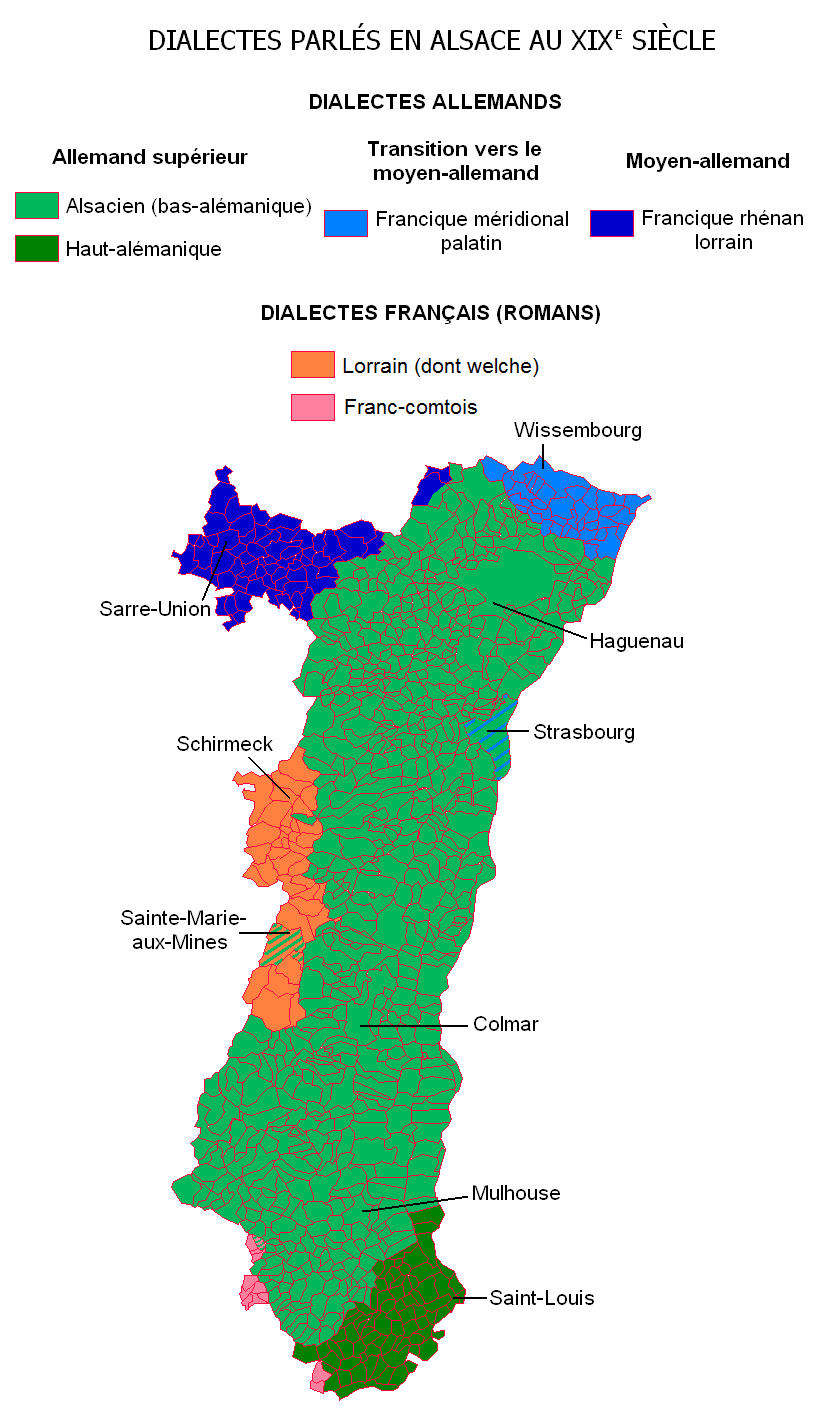
Cartographie linguistique de l'Alsace en 1910. Le franc-comtois apparaît en rose.

L’aire de la langue s’étend, selon une cartographie linguistique de l'Alsace en 1910, sur l'Arrondissement d'Altkirch dans dix communes du canton de Dannemarie (Bellemagny, Bretten, Chavannes-sur-l'Étang, Eteimbes, Magny, Montreux-Jeune, Montreux-Vieux, Romagny, Saint-Cosme et Valdieu-Lutran) et dans deux communes du canton de Ferrette (Courtavon et Levoncourt).
Aujourd'hui, des comtophones sont encore actifs à Montreux-Jeune[réf. nécessaire].
Le conseil général du Haut-Rhin s'est engagé pour une politique en faveur du bilinguisme en signant une convention quadripartite 2007-2013, visant notamment à faire de l'écomusée d'Alsace un exemple d'expérimentation d'un modèle bilinguiste avec une signalétique représentative de tous les dialectes d'Alsace n'oubliant pas « une appellation en langue française, une appellation en Hochdeutsch, une appellation soit en Elsasserditsch (dialecte alsacien), soit en Roman (secteur Montreux-Jeune, Montreux-Vieux, Valdieu-Lutran etc.), soit en dialecte welche (secteur Lapoutroie, Le Bonhomme), soit en judéo-alsacien (Yiddisch d’Alsace) ».

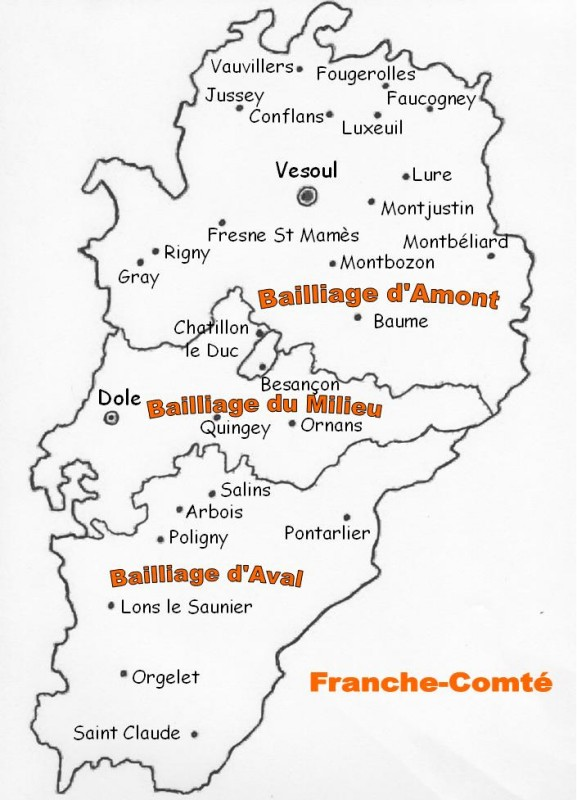
Les bailliages de Franche Comté avant 1790.

Cette initiative est une première reconnaissance d'un dialecte du franc-comtois (appelé roman en Alsace) et pourra peut-être être généralisée à l'échelle du département.

#### EnFranche-Comté
L’aire de la langue s’étend en Franche-Comté sur les départements du Doubs (parties nord), de la Haute-Saône, du Jura (partie nord) et du Territoire de Belfort.
La limite entre arpitan (francoprovençal jurassien) et franc-comtois correspond à peu près historiquement à la frontière entre Bailliage du Milieu et Bailliage d'Aval (organisation du territoire avant 1790).
Le franc-comtois reste peu connu des Franc-Comtois eux-mêmes. On le retrouve relativement peu dans la toponymie locale ; seul un village de Haute-Saône, Anjeux, compte une devise en comtois : « Ai Anjeux lo diale y cueut » (En français : « À Anjeux le diable y cuit » - allusion aux procès de sorcellerie du XVIIe siècle où de nombreuses sorcières y furent brûlées). Alors que des expressions de Français régional restent très usitées, la région semble avoir oublié sa langue, même si de plus en plus de groupes émergent pour défendre les dialectes locaux.

### En Suisse
Le 7 décembre 2018, le Conseil fédéral a approuvé le septième rapport de la Suisse à propos de l’application de la Charte européenne des langues régionales ou minoritaires. Le Conseil de l’Europe ayant recommandé de reconnaitre l'arpitan (dont relève historiquement la majeure partie des dialectes de Suisse romande) comme langue régionale ou minoritaire, le Conseil fédéral a élargi cette reconnaissance au franc-comtois : tous deux sont désormais reconnus officiellement en Suisse en tant que langues minoritaires.

#### Dans le canton de Berne
Le franc-comtois est la langue traditionnelle du nord-est du Jura bernois, région francophone du canton de Berne, plus précisément de la partie nord du district de Moutier. Dans la partie sud-est de la région, l'arpitan est l'idiome traditionnel tandis que, dans la partie centrale, il s'agit d'un dialecte de transition entre le franc-comtois et l'arpitan.

#### Dans le canton du Jura
La langue connaît une activité relativement importante dans le canton du Jura, notamment par l'existence de plusieurs associations la protégeant et faisant vivre le franc-comtois. Néanmoins la langue a été délaissé pendant près de deux siècles, subissant une évolution différente des autres dialectes de Suisse romande du fait de la polarisation entre la langue germanique imposée historiquement par Berne et la langue française, devenant un symbole de résistance. Selon Andres Kristol il y avait encore à la fin du XXe siècle 3,1 % de locuteurs du franc-comtois dans le canton. Selon RTS en 2018 lors de l'officialisation de la langue, jusqu'à 4000 personnes étaient comtophones, ce qui représente 5,5% de la population.
L'article 42.2 de la constitution de la République et canton du Jura fait référence à la langue sous le terme de « patois » :
- (Article 42.2) : « Ils (l'État et les communes) veillent et contribuent à la conservation, à l’enrichissement et à la mise en valeur du patrimoine jurassien, notamment du patois. »

Le 26 avril 1997, Jean-Marie Moine proposait d’envisager la création d'un Cercle d'étude du comtois au sein de la Société jurassienne d'émulation (SJE) (Jean-Marie Moine est le responsable du Cercle depuis sa création). Il faudra néanmoins attendre le 28 avril 2001 pour que ce Cercle voit le jour. Nommé « Voiyïn » (regain, en français), il se réunit régulièrement quatre fois par an. Ses activités consistent notamment à : 
- enregistrer des comtophones,
- établir un catalogue de tout ce qui a été écrit ou qui a paru en comtois (articles, livres, disques, cassettes, vidéocassettes, etc.),
- présenter des travaux de recherches sur la langue comtoise, et prendre connaissance des textes comtois nouveaux écrits aujourd'hui par les membres du Cercle,
- rassembler tous les documents et les mettre à la disposition du public.

Fondateur, en 1956, du « Réton di Ciôs-di-Doubs » (l'Echo du Clos-du-Doubs, en français), une amicale de comtophones, Badet Joseph, plus connu sous le nom de « Djôsèt Barotchèt », s’était engagé pour la défense et la sauvegarde du comtois. Il est notamment l'auteur de dix-neuf pièces de théâtre ainsi que de nombreux poèmes et chansons mises en musique par Paul Montavon et Ernest Beuchat. Il donnait aussi des cours de comtois, participait à des émissions radiophoniques et écrivait de nombreux articles dans les journaux. En 1983, il reçoit le Prix littéraire jurassien.

### Toponymie
- Altkirch : Artçhelitçhe
- Mandrevillars : Mandrev'lé

## Étude de la langue
La première étude remonte à la publication de l'Essay d'un dictionnaire comtois-françois par Mme Brun en 1755. Tout au long du XIXe siècle la langue fait l'objet d'études locales sur les différents dialectes comtois avec la prise en compte de leur proche disparition, les mutations industrielles de la Franche-Comté bouleversant l'isolement des villages. On peut citer notamment les études de Fallot, Contejean, Vautherin sur le dialecte de Montbéliard et des environs, de Vatré pour le canton suisse du Jura, de Roussey sur le Bournois ou encore de Beauquier sur le français régional du Doubs.
- Atlas linguistique et ethnographique de Franche-Comté (4 volumes)
- Les parlers comtois d'oïl
- Noël au patois de Besançon

En 2006, Jean-Marie Moine, responsable de la Société jurassienne d’émulation, a fait paraître un dictionnaire "français-patois" (jurassien) de 1 700 pages, le plus gros dictionnaire actuellement écrit sur tout le domaine nord de la langue.
Et jusqu'en 2017 il a publié annuellment "Le glossaire des nouveaux mots" traduisant l'ensemble du dictionnaire français en comtois. Il propose des traductions de nouveaux mots qui n'existaient pas auparavant.

### Dialectes
La langue franc-comtoise est composée de plusieurs dialectes :
- Saône : parlé dans les hauts plateaux du département de la Haute-Saône ;
- Doubs-Ognon : parlé dans la vallée de l'Ognon qui inclut les vallées du département du Doubs et la partie sud de la Haute-Saône ;
- Lomont-Doubs : parlé dans le massif du Lomont, dans les hautes-vallées à l'est du Doubs et la partie ouest du canton du Jura ;
- Ajoulot : parlé en Ajoie, la vallée de la Savoureuse, dans l'ouest du Sundgau, qui inclut le territoire de Belfort et les parties voisines du  département du Haut-Rhin, à Porrentruy et la partie nord-ouest du canton du Jura. L'ajoulot est sans doute le dialecte le plus développé, le plus connu de tous les dialectes franc-comtois. De nombreux auteurs écrivent encore dans ce dialecte ;
- Vâdais : parlé à Delémont dans le canton du Jura ;
- Taignon : parlé dans les Franches-Montagnes dans la partie sud-ouest du canton du Jura.

Dans le canton du Jura, on distingue six parlers par zones géographiques, dont quatre peuvent être rattachés au dialecte franc-comtois : les Franches-Montagnes, la vallée de Delémont, l'Ajoie et l'ancienne prévôté de Moutier-Grandval. Cette observation permet de rajouter une septième zone dialectale dans le Jura bernois.
On peut également distinguer un parler bisontin ou plutôt bousbot (nom des habitants du quartier Battant) qui se développe dans la littérature dès la fin du XVIIe siècle avec les Noëls, la Crèche et la Jacquemardade. Ce parler typique de Besançon  se caractérise par une grande proximité avec le français et un vocabulaire beaucoup moins influencé par les langues germaniques.

### Syntaxe
sur le plan linguistique, la langue franc-comtoise constitue la limite sud de l'antéposition de l'adjectif épithète, celui-ci se place avant le nom qu'il qualifie.[réf. nécessaire]

### Graphie
Il n’existe actuellement pas de graphie standard unifiée pour la langue franc-comtoise, comparable à ce qu’il existe pour d’autres langues d’oïl tel que le normand, le gallo ou le wallon. Aucune norme n’a été créée pour retranscrire les différentes variations dialectales. On peut également dire qu’il n’existe pas non plus de norme précise fixée pour son écriture, notamment en ce qui concerne la notation des sons. On trouve souvent différentes graphies «  personnelles  » utilisées par les locuteurs pour transcrire le franc-comtois à l'écrit.
Certains locuteurs, notamment au sein des associations publiant des recueils de textes et des feuilles périodiques, utilisent une graphie qualifiée d’orthographe francisée qui consiste à rapprocher l’écriture du franc-comtois des normes orthographiques et des conventions du français. Celle-ci a été popularisée par Simon Vatré dans les années 1940. Il semble que cette méthode graphique avait déjà été adoptée à la fin du XIXe siècle par A. Vautherin et par Ch. Contejean. On note cependant des variations visibles dans les graphies basées sur la méthode de l’orthographe francisée.
Plusieurs conventions ont été retenues pour noter les sons inexistants dans la langue française. Ainsi, on écrit, dans la graphie utilisée pour les dialectes jurassiens et ajoulots :
- çh pour noter le son /ɕ/, correspondant plus ou moins au Ich-Laut allemand, provenant des groupes latins CL et FL[16].
Exemple : çhoueçhaie (souffler), prononcé /ɕuːₔˈɕɛː/.
- ïn pour noter le son /ĩ/, un i nasalisé[17].
Exemple : vïn (vin), prononcé /vĩ/.

Dans les textes historiques, plus particulièrement dans les écrits bisontins, on trouve la notation ë qui indique l'allongement de la voyelle précédente dans un mot[réf. nécessaire]. Dans les écrits décrivant les parlers d’Ajoie, on trouve les notations qu· pour indiquer /c/ et ch· pour indiquer /ɕ/.

### Lexique comparatif
Ce lexique se base avant tout sur les parlers ajoulots du nord de la Franche-Comté[Ce passage est incohérent] et sur les formes centrales de la langue[Quoi ?] au niveau de l'orthographe utilisée.
| Frainc-comtou              | Français                |
| -------------------------- | ----------------------- |
| Bondjoué                   | Bonjour                 |
| En lai r'voiyure           | Au revoir               |
| i                          | je                      |
| Fraintche-Comtè            | Franche-Comté           |
| vèlle (lai)                | ville (la)              |
| âve (l')                   | eau (l')                |
| laicé (lou)                | lait (le)               |
| hôtâ (l')                  | maison (la) (le foyer)  |
| cie (lou)                  | ciel (le)               |
| bé                         | beau                    |
| vïn (lou)                  | vin (le)                |
| fûe (lou)                  | feu (le)                |
| s'raye (lou), s'roye (lou) | soleil (le)             |
| yeune (lai)                | lune (la)               |
| tchïn (lou)                | chien (le)              |
| tchait (lou)               | chat (le)               |
| crou (lai)                 | croix (la)              |
| mèchi                      | merci                   |
| fanne (lai)                | femme (la)              |
| drèt (lou)                 | droit (le)              |
| foué (lou)                 | four (le)               |
| poûetche (lai)             | porte (la)              |
| pâre                       | prendre                 |
| tâle (lai), tâbye (lai)    | table (la)              |
| toétché (lou)              | gâteau (le)             |
| vâdgaie                    | garder                  |
| vie (lai)                  | route (la), chemin (le) |
| tçhnieû (lou)              | pâtisserie (la)         |

## Musique et littérature
Jean-Louis Bisot (ou Bizot) né à Besançon en 1702 et ancien conseiller au bailliage de la ville a écrit quelques poèmes en franc-comtois dont Arrivée dans l'autre monde d'une dame en paniers (Besançon, 1735) et La jacquemardade (Dole, 1753) poème épi-comique.
Alexandre Verdel un chansonnier, originaire d'Avanne a cultivé la langue en écrivant des textes en franc-comtois.
On retrouve aussi le parler franc-comtois dans les romans de Marcel Aymé : Gustalin 1938, et La Vouivre 1943.
L'Ulysse et la Climène de Madeleine et Georges Becker sont des histoires (riôles) contenues dans un fascicule de 59 pages, tiré par l'imprimerie Metthez de Montbéliard en 1949. Cela raconte les histoires d'un vieux couple de Lougres. Plusieurs de ces histoires ont été rééditées et traduites dans les mémoires de la Société d'Émulation de Montbéliard, en 1995, 1996 et 1997.
Jules Surdez, instituteur originaire du Clos-du-Doubs, a récolté durant sa vie des centaines de contes oraux jurassiens en langue franc-comtoise qu’il a ensuite transcrits.
Les Noëls, pièces de théâtre ayant pour cadre la nativité (crèche comtoise), constituent une partie de la  littérature historique (à partir du XVIIe siècle). Ces textes doivent être considérés avec précaution étant donné que la graphie et le lexique utilisés sont la plupart très influencés par le français.
Le groupe suisse Tétralyre produit plusieurs chansons et concerts en franc-comtois entre 1974 et 1979.

## Citations
Rapport du Professeur Bernard Cerquiglini, directeur de l'Institut national de la langue française (branche du CNRS) au ministre de l’Éducation nationale, de la recherche et de la technologie ainsi qu’à la ministre française de la Culture et de la Communication sur les langues de la France paru en avril 1999 :

« L’écart n’a cessé de se creuser entre le français et les variétés de la langue d’oïl, que l’on ne saurait considérer aujourd’hui comme des « dialectes du français » ; franc-comtois, wallon, picard, normand, gallo, poitevin-saintongeais, bourguignon-morvandiau, lorrain doivent être retenus parmi les langues régionales de la France ; on les qualifiera dès lors de « langues d’oïl », en les rangeant dans la liste des langues régionales de France. »

Extrait de Sébastien Commissaire, ouvrier canut et martyr républicain :

« Mon père, je l'ai dit déjà, aimait beaucoup son pays natal, la Franche-Comté. Il avait conservé l'habitude de parler avec ses enfants le comtois des environs de Besançon. Jamais il ne nous parlait français, et mes frères et moi nous lui parlions toujours comtois ; nous ne parlions français qu'à notre mère qui ne parlait pas le comtois de Besançon. »

Tiré de 600 anecdotes méconnues sur 30 communes du Doubs :

« Parler comtois, ce n'est pas sortir du sujet. Il s'en est allé entre les deux guerres, petit à petit, sans qu'on s'en rende compte. Et pourquoi ? Nos parents, entre eux, parlaient comtois, mais ils ont cessé de le parler à leurs enfants. Ils pensaient que ça pouvait les gêner pour apprendre le français à l'école. Et de plus l'instituteur sanctionnait un élève qui sortait un mot de comtois. C'est alors que le français a tué le comtois. La cohabitation était devenue impossible. Le français fut un antagoniste méchant pour le comtois, qui ne demandait qu'à survivre. »

Témoignage d'une locutrice dans Lou patois de tchie nos - bulletin de l'Union des Patoisants en Langue Romane :

« L'intérêt qu'elle a porté à l'étude du comtois nous a conforté dans notre attachement, notre fidélité à ce qui fut le langage de nos lointains aïeux. Langage injustement méprisé comme étant l'expression des classes inférieures de la société d'antan. »